# Perfume 7th Tour 2018 ｢FUTURE POP｣
是流行電音組合Perfume第14張演唱會DVD/Blu-ray。

## 规格
本作分為初回限定盤Blu-ray版、通常盤Blu-ray版、初回限定盤DVD版及通常盤DVD版四種型態發行。

### Blu-ray
初回限定盘：Blu-ray 1+Blu-ray 2（附贴纸及PHOTO BOOKLET）

UPXP-9012/3 

7500日元（除税）

通常盘：1 Blu-ray

UPXP-1013

5000日元（除税）

### DVD
初回限定盘：DVD 1+DVD 2（附贴纸及PHOTO BOOKLET）

UPBP-9014/5 

6500日元（除税）

通常盘：1 DVD

UPBP-1013

4000日元（除税）

## 收錄曲
DISC 1收錄了本公演里横滨ARENA的公演影像。

初回限定盘DISC 2作為特典，收錄了三首歌的正面表演影像、表演时三人的不同视角版本、以及2018年12月31日在P.T.A.限定跨年LIVE上和电信运营商NTT docomo的第二次合作活动。

### DISC 1
1. Start-Up
2. Future Pop
3. エレクトロ・ワールド
4. If you wanna
5. FUSION
6. Tiny Baby
7. Let Me Know
8. Butterfly
9. スパイス
10. TOKYO GIRL
11. 575
12. Everyday
13. FAKE IT
14. FLASH
15. Party Maker
16. 天空

### DISC 2（初回限定盘）
1. TOKYO GIRLレクチャー映像 ツアーコンプリート
2. ご当地MC集

## 資料來源
1. ↑  DISCOGRAPHY | Perfume Japanese Official Site （页面存档备份，存于）（AMUSE Inc.）
2. ↑  （页面存档备份，存于） （页面存档备份，存于） （页面存档备份，存于）  初回限定盤 【Blu-ray】 （页面存档备份，存于）（UNIVERSAL MUSIC JAPAN）
3. ↑  （页面存档备份，存于） （页面存档备份，存于） （页面存档备份，存于）  通常盤 【Blu-ray】 （页面存档备份，存于）（UNIVERSAL MUSIC JAPAN）
4. ↑  （页面存档备份，存于） （页面存档备份，存于） （页面存档备份，存于）  初回限定盤 【DVD】 （页面存档备份，存于）（UNIVERSAL MUSIC JAPAN）
5. ↑  （页面存档备份，存于） （页面存档备份，存于） （页面存档备份，存于）  通常盤 【DVD】 （页面存档备份，存于）（UNIVERSAL MUSIC JAPAN）